# Thornography
Thornography è il settimo album in studio del gruppo musicale britannico Cradle of Filth, pubblicato il 16 ottobre 2006 dalla Roadrunner Records.

## Il disco
Nel 2008 è stato ristampato in versione deluxe come CD/DVD con sei bonus tracks.
Hanno partecipato all'album in qualità di ospiti il frontman degli HIM Ville Valo (in The Byronic Man) e la cantante inglese Dirty Harry (nel singolo Temptation).

## Tracce

### Versione Standard
1. Under Pregnant Skies She Comes Alive like Miss Leviathan – 1:40
2. Dirge Inferno – 4:53
3. Tonight in Flames – 5:55
4. Libertina Grimm – 5:51
5. The Byronic Man – 5:03
6. I Am the Thorn – 7:06
7. Cemetery and Sundown – 5:37
8. Lovesick for Mina – 7:00
9. The Foetus of a New Day Kicking – 3:43
10. Rise of the Pentagram – 7:02
11. Under Huntress Moon – 6:58
12. Temptation – 3:47 – originariamente interpretata dagli Heaven 17

### Traccia bonus nell'Edizione Giapponese
1. Halloween II – 3:38 – originariamente interpretata dai Misfits

### Tracce bonus nell'Edizione Deluxe
1. Murder in the Thirst – 1:17
2. The Snake-Eyed and the Venomous – 5:46
3. Halloween II – 3:36 – originariamente interpretata dai Misfits
4. Courting Baphomet – 5:16
5. Stay – 4:54 – originariamente interpretata dagli Shakespeare's Sister
6. Devil to the Metal – 6:19

## Formazione
Gruppo
- Dani "Harlot Church" Filth – voce
- Paul Allender – chitarra
- Charles "Molester" Hedger – chitarra
- David Pybus – basso, voce addizionale (Halloween II)
- Adrian Erlandsson – batteria

Corista
- Sarah Jezebel Deva – voce addizionale

Personale aggiuntivo
- Ville Valo – voce addizionale (The Byronic Man)
- Dirty Harry – voce addizionale (Temptation)
- Veronica Rehn – voce addizionale (Under Pregnant Skies She Comes Alive like Miss Leviathan)
- Mark Newby-Robson – tastiere
- Christopher Jon – tastiere addizionali
- Laura Reid – violoncello
- Doug Bradley – voce narrante (Tonight in Flames, Rise of the Pentagram)